# Careproctus catherinae
Careproctus catherinae är en fiskart som beskrevs av Anatoly Petrovich Andriashev och Stein, 1998. Careproctus catherinae ingår i släktet Careproctus och familjen Liparidae. Inga underarter finns listade.